# Droga wojewódzka nr 447
Droga wojewódzka nr 447 (DW447) – droga wojewódzka o długości ok. 19 km łącząca  Antonin z Grabowem n. Prosną.
W 2019 droga została wyremontowana (wraz z przepustem) na odcinku z Chlewa do Grabowa nad Prosną.

## Miejscowości leżące przy trasie DW447
- Antonin (DK11, DK25)
- Mikstat
- Grabów nad Prosną (DW449, DW450)